# Johann Ludwig Schwerin von Krosigk
Johann Ludwig Schwerin von Krosigk, EK, nemški častnik, plemič, pravnik, ekonomist in politik, * 22. avgust 1887, Rathmannsdorf/Anhalt † 4. marec 1977, Essen.
Schwerin von Krosigk je bil minister za finance Nemčije (1932–1945). Finančno ministrstvo se je pod njegovim vodstvom posvečalo pridobivanju lastnine zaprtih Judov kot tudi pranju denarja. Maja 1945 je postal kancler Nemčije, a je naslov zavrnil še naslednji dan.  Še istega meseca je postal minister za zunanje zadeve Nemčije v flenburški vladi, a so bili člani vlade aretirani 23. maja. Na nürnberških procesih je bil obsojen na 10 let zapora zaradi posedovanja in kraje lastnine zaprtih Judov. Izpuščen je bil leta 1951.
Kasneje je napisal več del o ekonomiji in dve knjigi o njegovih spominih. Imel je 9 otrok. Umrl je 4. marca v Essnu v takratni Zahodni Nemčiji.